# 路易斯一世 (葡萄牙)
路易斯一世 （全名Luís Filipe Maria Fernando Pedro de Alcântara António Miguel Rafael Gabriel Gonzaga Xavier Francisco de Assis João Augusto Júlio Valfando de Saxe-Coburgo-Gotha e Bragança，1838年10月31日－1889年10月19日），綽號為受歡迎者，葡萄牙国王，1861年至1889年在位。
路易斯一世是葡萄牙女王瑪麗亞二世與其夫葡萄牙国王斐迪南二世的次子。由於兄長佩德羅五世死時沒有留下子嗣，王位由其二弟路易斯繼承。
路易斯一世受過良好教育，精於地方詩歌。在其任期內，他不僅繼承了其兄長佩德羅五世的事業，徹底落實了廢奴政策，還更進一步，廢除了民事犯罪中的死刑判決。建設方面，他特意請來了著名建築師居斯塔夫·埃菲爾，在杜羅河上架設了兩座像埃菲爾鐵塔那樣純鋼結構的大橋，並以國王夫婦的名字命名爲路易一世大橋和瑪麗亞大橋。至今這兩座大橋仍在。他一直致力於改善葡萄牙民衆的生活，提高葡萄牙在國際上的地位。因此他得到了“受歡迎的人”（o Popular，也就是受歡迎的）的稱呼。但是因為他決乏政治能力，在位二十多年來多次改組內閣，自由派與保守派內閣更替瀕繁，使政府決乏效率，葡萄牙的狀況並沒有得到根本上的改善，在普及教育、政制穩定、科技演進及經濟發展落後於歐洲各國。
在殖民地發展方面，歐洲列強對非洲大陸的霸權之爭非常火熱。雖然打剌告卑在1875年被確認為葡萄牙擁有。到1880年法國人在斯坦利普爾湖左岸建立了兵站，這就是今天布拉柴維爾市的雛形。第二年斯坦利才來到這裏。他並不甘心就此罷休，而是在與法國兵站隔岸相望的地方也建立了據點（今金沙薩）。雙方劍拔弩張，各不相讓。 1882年，在英國的支援下，葡萄牙以最先發現剛果河入海口國家的身份宣佈對剛果河河口擁有主權，因此要是同意這一要求，那麽法國和比利時所佔領的剛果河流域是一個沒有出海口的流域，價值便大打折扣了。因此在1884年11月15日至次年2月26日在柏林舉行了國際會議解決了此事。
路易斯一世是一個相信科學的人，尤其是對海洋學更為熱衷。他派員去搜集不同的海洋生物，然後在里斯本建立了全球第一間水族館。

## 家庭
1862年，路易斯與義大利國王維托里奧·埃馬努埃萊二世的女兒瑪麗亞·皮婭結婚，兩人共有兩個兒子：
- 卡洛斯一世（1863年—1908年），1889年繼承路易斯一世成為葡萄牙國王
- 阿方索（1865年—1920年），波多公爵（英语：Duke of Porto），1908年至1910年間是王位繼承人

| 路易斯一世 (葡萄牙) 布拉萨-萨克森-科堡-哥达王朝出生于：1838年10月31日逝世於：1889年10月19日 | 路易斯一世 (葡萄牙) 布拉萨-萨克森-科堡-哥达王朝出生于：1838年10月31日逝世於：1889年10月19日 | 路易斯一世 (葡萄牙) 布拉萨-萨克森-科堡-哥达王朝出生于：1838年10月31日逝世於：1889年10月19日 |
| 統治者頭銜                                                                                  | 統治者頭銜                                                                                  | 統治者頭銜                                                                                  |
| ------------------------------------------------------------------------------------------- | ------------------------------------------------------------------------------------------- | ------------------------------------------------------------------------------------------- |
| 前任者： 佩德羅五世                                                                         | 葡萄牙國王 1861年–1889年                                                                    | 繼任者： 卡洛斯一世                                                                         |
| 葡萄牙王族                                                                                  |                                                                                             |                                                                                             |
| 前任者： 瑪麗亞二世                                                                         | 波多公爵 1838年–1861年                                                                      | 繼任者： 阿方索                                                                             |